# Energía del hidrógeno

El hidrógeno es el elemento que más abunda en el universo, y sin embargo, en la Tierra, es raro encontrarlo en estado libre.
Una parte del hidrógeno se genera a partir de hidrocarburos fósiles, sobre todo mediante reformado de gas natural. Y esto es así porque el coste de producción es de 4 a 10 veces más barato que hacerlo mediante la electrólisis de agua (1.5$/kg vs 6-15$/kg, respectivamente). Producir un kilogramo neto de hidrógeno por reformado de gas natural produce doce veces más CO2 que la electrólisis con electricidad de origen eólico (11,89 vs 0,97 kg de CO2 eq/ kg H2). El resultado es que el modelo actual de producción de hidrógeno perpetua el sistema contaminante y centralizado de generación y distribución dependiente de empresas petroleras. Todo esto sin contar que la producción de hidrógeno es sobre tres veces menos eficiente energéticamente que el uso de electricidad almacenada directamente en baterías.
No obstante, es posible que a largo plazo la eficiencia y coste de la electrólisis mejore y pueda tener sentido desde el punto de vista económico y energético, incluso como medio para almacenar energía excedente de renovables.

## Hidrógeno como combustible
La forma de obtenerlo es a partir del agua, por electrólisis, y utilizarlo siguiendo procesos térmicos convencionales motores de combustión interna o electroquímicos como son las pilas de combustible, devolviendo a la naturaleza la misma cantidad de agua que previamente habíamos obtenido de ella. En conversión térmica del hidrógeno se emitirían óxidos de hidrógeno, aunque en una proporción inferior a los emitidos con los combustibles fósiles, mientras que en la utilización de pilas de combustible las emisiones serían nulas.

## Celdas de combustible
La primera celda de combustible fue construida en 1839 por sir William Grove, un juez y científico galés que demostró que la combinación de hidrógeno y oxígeno generaba electricidad además de agua y calor.
El interés de usar las celdas de combustible como un generador vino hasta comienzos de los años sesenta, cuando el programa espacial de los Estados Unidos seleccionó las celdas de combustible para proporcionar electricidad y agua las naves espaciales Gemini y Apollo. Hoy la aplicación espacial no es la única aplicación práctica ya que las celdas de combustible están en un momento en el que la tecnología le permite estar en posición de competir con las tecnologías convencionales de generación eléctrica, ofreciendo grandes ventajas sobre ellas.
Las celdas de combustible representan un desarrollo potencialmente revolucionario, ya que en lugar de utilizar combustión para generar electricidad utilizan la reacción electroquímica entre el hidrógeno del combustible y el oxígeno del aire para producir electricidad, agua y calor.
Una celda de combustible es un dispositivo electroquímico que convierte la energía química de una reacción directamente en energía eléctrica. Por ejemplo puede generar electricidad combinando hidrógeno y oxígeno electroquímicamente sin combustión. Estas celdas no se agota como una batería, ni necesita recarga ya que generara energía mientras se le provea de combustible.
La manera en que operan es mediante una celda electroquímica consistente en dos electrodos, un ánodo y un cátodo, separados por un electrolito. El oxígeno proveniente del aire pasa por un electrodo y el hidrógeno gas pasa sobre el otro. Cuando el hidrógeno es ionizado en el ánodo se oxida y pierde un electrón; al ocurrir esto, el hidrógeno oxidado (ahora en forma de protón) y el electrón toman diferentes caminos migrando hacia el segundo electrodo llamado cátodo. El hidrógeno lo hará a través de electrolito mientras que el electrón lo hace a través de un material conductor externo (carga). Al fin la de su camino ambos se vuelven a reunir en el cátodo donde ocurre la reacción de reducción o ganancia de electrones del oxígeno gas para formar agua junto con el hidrógeno oxidado. Así, este proceso produce agua 100% pura, corriente eléctrica y calor útil, por ejemplo energía térmica.
Las celdas de combustible son un grupo de tecnologías que usan diferentes electrolitos y operan a diferentes temperaturas, por lo que se puede hablar de celdas de combustible que operan a altas temperaturas y las que operan a baja temperatura. Otra diferencia a partir de la temperatura de operación es el uso de diferentes materiales.